# Tipula lunata
Tipula lunata är en tvåvingeart som beskrevs av Carl von Linné 1758. Tipula lunata ingår i släktet Tipula och familjen storharkrankar. Arten är reproducerande i Sverige. Inga underarter finns listade i Catalogue of Life.